# Lijst van voetbalinterlands Bhutan - Nepal (vrouwen)
Deze lijst van voetbalinterlands is een overzicht van alle officiële voetbalinterlands tussen de nationale vrouwenteams van Bhutan en Nepal. De landen hebben tot nu toe vijf keer tegen elkaar gespeeld.

## Wedstrijden
| № | Plaats     | Datum            | Competitie                        | Wedstrijd      | Uitslag |
| - | ---------- | ---------------- | --------------------------------- | -------------- | ------- |
| 1 | Islamabad  | 12 november 2014 | Zuid-Aziatisch kampioenschap 2014 | Nepal − Bhutan | 8 − 0   |
| 2 | Siliguri   | 26 december 2016 | Zuid-Aziatisch kampioenschap 2016 | Nepal − Bhutan | 8 − 0   |
| 3 | Biratnagar | 12 maart 2019    | Zuid-Aziatisch kampioenschap 2019 | Nepal − Bhutan | 3 − 0   |
| 4 | Kathmandu  | 6 september 2022 | Zuid-Aziatisch kampioenschap 2022 | Bhutan − Nepal | 0 − 4   |
| 5 | Kathmandu  | 18 oktober 2024  | Zuid-Aziatisch kampioenschap 2024 | Nepal − Bhutan | 0 − 0   |

## Samenvatting
| Competitie                   | Totaal gespeeld | Winst Bhutan | Gelijk | Winst Nepal | Doelsaldo Bhutan – Nepal |
| ---------------------------- | --------------- | ------------ | ------ | ----------- | ------------------------ |
| Zuid-Aziatisch kampioenschap | 5               | 0            | 1      | 4           | 0 − 23                   |
| Totaal                       | 5               | 0            | 1      | 4           | 0 − 23                   |